# Distrito rural de Blackburn
Blackburn fue un distrito rural en el condado administrativo de Lancashire (Inglaterra) entre 1894 y 1974. 
Fue constituido bajo la Ley de Gobierno Local de 1894 y llamado así por el contiguo municipio condal del mismo nombre: Blackburn. Estaba dividido en quince parroquias: Balderstone, Billington, Clayton le Dale, Dinckley, Eccleshill, Livesey, Mellor, Osbaldeston, Pleasinton, Ramsgreave, Salesbury, Tockholes, Wilpshire, Witton y Yate and Pickup Bank.
Su superficie fue reducida a principios de los años 1930 al ceder la totalidad de Witton (328 acres) a Blackburn y parte de Clayton le Dale (140 acres) a Preston. No obstante, una parte (22 acres) de la parroquia de Samlesbury, ubicada en este último distrito, pasó a formar parte de Blackburn junto con un acre del municipio condal de Haslingden.   
El distrito fue abolido en 1974 bajo la Ley de Gobierno Local de 1972 y su territorio repartido entre los nuevos distritos de Blackburn, Hyndburn y Ribble Valley.